# ホセフィーナ・フェルナンダ・デ・ボルボン
ホセフィーナ・フェルナンダ・デ・ボルボン・イ・ボルボン＝ドス・シシリアス（Josefa Fernanda de Borbón y Borbón-Dos Sicilias, 1827年5月25日 - 1910年6月10日）は、スペインの王族、スペイン王女（Infanta de España）。イサベル2世女王の従姉、義妹。

## 生涯
スペイン王フェルナンド7世の末弟であるカディス公フランシスコ・デ・パウラと、その妃で両シチリア王フランチェスコ1世の娘であるルイサ・カルロッタの間の第7子、三女として生まれた。全名はホセフィーナ・フェルナンダ・ルイサ・マリア・デ・グアダルーペ（Josefa Fernanda Luisa María de Guadalupe）。
1846年に兄のフランシスコ・デ・アシスが従妹の女王イサベル2世と結婚したため、女王の義妹となった。1848年6月28日にバリャドリッドにおいて、キューバ生まれのジャーナリスト・作家のホセ・グエル・イ・レンテと貴賤結婚した。ホセとの結婚の話が広まると女王の命でスペイン王女（Infanta de España）の称号を剥奪されて宮廷を追われた上国外追放された。夫とは3人の息子をもうけた。1852年にスペインに戻り、1855年には女王から赦された。
夫は政治家として地位を築いた。ホセフィーナ自身は1854年のスペイン革命の際、進歩主義派の支持者として知られていた。
1910年6月10日、フランスのパリにおいて83歳で亡くなった。

## 子女
- ライムンド・グエル（1849年 - 1907年） - 初代バルカルロス侯爵
- フェルナンド・グエル（1851年 - 1936年） - 初代グエル侯爵
- フランシスコ・マヌエル・グエル（1857年 - 1888年）